# Cirkulane
Cirkulane (IPA: [ʦirkuˈlaːnɛ]) város és község neve Szlovénia Muravidéki régiójában, közel a horvát határhoz. A község 2006-ban jött létre, miután Gorišnica községből lett leválasztva.
A városi templom Szent Borbálának lett szentelve, és a maribori érsekség alá van rendelve. 1684-ben lett építve egy korábbi épület helyén. A második templom Szent Katalinnak lett szentelve és 1926-ban építették föl, egy 13. századi épület maradványain.

## Népesség
| 2020 | 451 |